# Muhammad Bilal Butt
Muhammad Bilal Butt es un pakistaní político y miembro de la Asamblea Provincial de Punjab desde el 26 de agosto de 2018.

## Carrera política
En la elección general pakistaní de 2018, Bilal derrotó al Muhammad Ahmad Chattha de PTI tomando 55159 votos y siendo elegido por primera vez a la Asamblea Provincial del Punjab como PMLN Candidato de PP-52 (Gujranwala-II)..